# 가마초등학교
가마초등학교는 대한민국 제주특별자치도 서귀포시 표선면 세화리에 있는 공립 초등학교이다.

## 학교 연혁
- 1968년 3월 1일 화산국민학교 가마분교장 설립 인가(1학급)
- 1973년 3월 1일 가마국민학교 승격 3학급 인가
- 1975년 3월 1일 제1회 졸업생 배출
- 1980년 3월 1일 6학급 인가
- 1996년 3월 1일 가마초등학교로 교명 변경
- 2016년 9월 1일 제20대 김종범 교장 부임
- 2017년 2월 7일 제43회 졸업식 (7명 졸업, 총 졸업생 821명)

## 참고 자료
- 가마초등학교 - 한국교육학술정보원 학교알리미